# Джанкшен-Сити (Канзас)
Джанкшен-Сити (англ.  Junction City ) — город и административный центр округа  Гири  в штате Канзас США.

## Описание
Административный центр округа Гири с 1860 года (до 1889 года обозначенного как округ Дэвис) в  северо-восточном Канзасе. Расположен в месте слияния рек Репабликан и Смоки-Хилл. Город был основан в 1858 году и назван в честь слияния рек. Является местом расположения первого территориального здания капитолия (1855 г.) Канзаса и в настоящее время поддерживается как музей.

## Население
| 2010   | 2020    |
| ------ | ------- |
| 23 353 | ↘22 932 |